# Glúmr Geirason
Glúmr Geirason (kb. 930 – 975) 10. századi izlandi vagy norvég költő, szkald. Főleg Véreskardú Erik norvég királyról, és fiáról, Szürkeköpenyes Haraldról írt versei tették híressé.
A Landnámabók és a Reykdaela saga szerint Glúmr édesapja, Geiri norvég volt, aki Izland északi részén, Mývatn tó közelében telepedett le. Egy helyi paraszttal való ellenségeskedés után Geirit és Glúmrt kiutasították a területről, akik így Breiðafjörðurban telepedtek le. Glúmr feleségét Ingunn Þórólfsdóttirnek hívták, fiuk, Þórðr Guðrún Ósvífrsdóttir második férje volt.
A Skáldatal és a Fagrskinna szerint Glúmr 955 körül írt egy verset Véreskardú Erik király hőstetteiről Eiríksdrápa („Eiríkr dicsverse”) címmel, ám ebből csak néhány töredéket találtak és ezek közül egyik sorról sem bizonyított, hogy valóban ebből a költeményből származik. Finnur Jónsson egy kétsoros, a Harmadik Nyelvtani Tanulmányban talált refrént ilyennek tulajdonított. Jónsson úgy gondolta, hogy egy, a Heimskringlában idézett II. Harald királyról szóló vers igazából Erikre utal, ám ezt az állítását később megcáfolták.
A másik legnagyobb művének tartott Gráfeldardrápát (magyarul „Szürkebundás dicsverse”, értsd: Szürkeköppenyes Harald dicsverse) körülbelül 970-ben írhatta, nem sokkal Harald halála után. Ebből mintegy tucatnyi versszak maradt fenn. Finnur Jónsson elemzése szerint a mű egy félversszakos kéréssel kezdődik, melyben a szerző Harald testvéreit verse meghallgatására kéri. Ezután következik egy két és fél versszakos rész a király megkoronázása előtti és utáni csatáiról, melyeket Skóciában, és attól keletre vívott. Ezt követi két versszak a bjarmalandi csatáról és küzdelmeiről általában, majd négy versszak az utolsó csatájáról, és haláláról. Egy versszakban a költő is kifejezi sajnálatát pártfogója halála miatt, végül fél versszakban a király bátorságáról emlékezik, majd az utolsó versszakban felveti, hogy a Harald igazából Odin isten földi megtestesülése volt. A versnek ezen kívül fennmaradt a refrénje is.
A fenti műveken kívül találtak egy lausavísa éneket, melyet Glúmr feltehetőleg a fitjari csata után írt.
Glúmr Geirason versei formájukban kiválóak, egyfajta ősiség fedezhető fel bennük, ennek ellenére meglepően könnyedek. Költészete eredeti, esztétikai forrásértékével tűnik ki kortársai közül.

## Fordítás
- Ez a szócikk részben vagy egészben a Gúmr Geirason című angol Wikipédia-szócikk ezen változatának fordításán alapul.  Az eredeti cikk szerkesztőit annak laptörténete sorolja fel. Ez a jelzés csupán a megfogalmazás eredetét és a szerzői jogokat jelzi, nem szolgál a cikkben szereplő információk forrásmegjelöléseként.

## Külső hivatkozások
- Glúmr Geirason minden fennmaradt műve, eredeti nyelven